# Novoszelani (Dolneni)
Novoszelani (macedónul: Новоселани) település Észak-Macedóniában, a Pelagonijai körzet Dolneni járásában.

## Népesség
| Lakosok száma | 283  | 320  | 361  | 328  | 263  | 171  | 145  | 111  | 94   |
|               | 1948 | 1953 | 1961 | 1971 | 1981 | 1991 | 1994 | 2002 | 2021 |

2002-ben 111 lakosa volt, akik mindannyian macedónok.